# كريس ستامب
كريس ستامب (بالإنجليزية: Chris Stamp)‏ هو وكيل مواهب ومنتج أسطوانات ومدير مواهب وملحن أمريكي، ولد في 7 يوليو 1942 في نيويورك في الولايات المتحدة، وتوفي في 24 نوفمبر 2012 في مانهاتن في الولايات المتحدة بسبب سرطان.

## وصلات خارجية
- كريس ستامب على موقع IMDb (الإنجليزية)
- كريس ستامب على موقع قاعدة بيانات الفيلم (الإنجليزية)